# Petar Kočić
Petar Kočić (serbisch-kyrillisch Петар Кочић) (* 29. Juni 1877 in Stričići bei Banja Luka; † 27. August 1916 in Belgrad) war ein serbischer Schriftsteller.

Statue von Petar Kočić in Banja Luka.

## Leben
Kočić war Serbe aus Bosnien. Seine Mutter starb früh und sein Vater wurde daraufhin orthodoxer Priester. Petar besuchte zunächst die Schule im Kloster Gomionici, ab 1891 in Banja Luka und 1895 das Gymnasium in Sarajevo, wo er wegen seines serbischen Nationalismus der Schule verwiesen wurde und daher 1899 in Belgrad maturierte. Anschließend studierte er an der philosophischen Fakultät der Universität Wien.
Ab dieser Zeit trat er als Schriftsteller hervor, war kurze Zeit Lehrer in Skopje und zwei Jahre später in Sarajevo Angestellter des serbischen Verlages Prosvjeta. Nach der Teilnahme an einem Streik wurde er entlassen. 1906 nahm er an einem Kongress jugoslawischer Schriftsteller in Sofia teil. 1907 gründete er die Zeitschrift Otadžbina in Banja Luka. Er begründete auch eine österreichfeindliche nationalistische und sozialrevolutionäre politische Gruppierung und wurde 1910 ins bosnische Parlament (sabor) gewählt. Als Regimegegner wurde Kočić schließlich ins Gefängnis gesteckt. Noch vor dem Ersten Weltkrieg entwickelte sich eine Nervenerkrankung. Er wurde zur Behandlung nach Belgrad gebracht, wo er 1916 in einer Nervenheilanstalt verstarb.

## Werke
Kočić war als serbischer Nationalist Gegner Österreich-Ungarns. Sein bekanntestes Werk, die dramatisierte Satire Jazavac pred sudom (Der Dachs vor Gericht), erfreute sich 1908, nach der Annexion Bosnien-Herzegowinas durch Österreich, großer Beliebtheit. Die Satire richtete sich gegen eine überhebliche und beleidigende, die Landessprache nur schlecht sprechende österreichische Landesverwaltung. Außerdem schrieb Kočić Novellen und lyrische Kurzprosa, in denen er oft urtümlich-gewalttätige Typen seiner bosnischen Heimat beschrieb.
- Jazavac pred sudom, satirisches Schauspiel 1904
- S planine i ispod planine (С планине и испод планине), Erzählungen 1907
- Jauci sa Zmijanja (Јауци са Змијања), Erzählungen 1910
- Der Erzpriester von Mračaj, Erzählung, dt., in: Kroatische und bosnische Novellen, 1940

## Nachleben
Nach Petar Kočić wurden in Banja Luka eine Bibliothek und eine Schule benannt, ein Denkmal des Autors befindet sich ebenfalls in der Stadt. 

In Bosnien und Hercegovina wird Kočić auf einigen Banknoten abgebildet, so ist auf der 100 KM Banknote (Konvertible Mark) sein Porträt zu sehen, aber bereits während der Jugoslawienkriege auf einigen in Banja Luka ausgegebenen Inflationsnoten.